# Gefahrendiamant

Leerer Gefahrendiamant

Beispiel für eine NFPA 704-Auszeichnung

Der Gefahrendiamant (von englisch hazard diamond) ist ein System für die Rettungskräfte der Feuerwehr und des Rettungsdienstes zur sofortigen Beurteilung der Gefahren, die bei Unfällen mit gefährlichen Gütern auftreten. Das Gefahrensymbol besitzt die Form eines Quadrats.
Dieses NFPA 704 Hazard Identification System wurde von der amerikanischen NFPA (National Fire Protection Association) entwickelt.
Im englischen Sprachraum ist der Gefahrendiamant als NFPA Hazard Diamond bekannt.
Im europäischen Raum ist er vor allem auf Stückgütern aus Amerika zu finden, da in Europa die Gefahren von Stückgütern anders deklariert werden (siehe Gefahrgutkennzeichnung). Umgekehrt sind etwa für die Tunneldurchfahrtskennzeichnung auch in den USA schon die Gefahrensymbole und -klassen der UN Recommendations in Gebrauch, die auch im europäischen ADR/RID und weltweit im Schiffs- und Flugverkehr üblich sind.

## Gesundheitsgefahr
| Gesundheitsgefahr (blaues Feld) | Gesundheitsgefahr (blaues Feld)                                                                    | Gesundheitsgefahr (blaues Feld) |
| ------------------------------- | -------------------------------------------------------------------------------------------------- | ------------------------------- |
| Symbol                          | Bedeutung                                                                                          | Beispiel                        |
| 0                               | Ohne besondere Gefahr.                                                                             | Erdnussöl                       |
| 1                               | Geringe Gefahren. Atemgerät wird empfohlen.                                                        | Terpentinöl                     |
| 2                               | Gefährlich! Aufenthalt nur mit Atemgerät und einfacher Schutzbekleidung.                           | Ammoniakgas                     |
| 3                               | Sehr Gefährlich! Aufenthalt im Gefahrenbereich nur mit voller Schutzkleidung und Atemgerät.        | Chlorgas                        |
| 4                               | Äußerst gefährlich! Jeden Kontakt mit Dämpfen oder Flüssigkeiten ohne speziellen Schutz vermeiden. | Blausäure                       |

## Brandgefahr
| Brandgefahr (rotes Feld) | Brandgefahr (rotes Feld)                            | Brandgefahr (rotes Feld) |
| ------------------------ | --------------------------------------------------- | ------------------------ |
| Symbol                   | Bedeutung                                           | Beispiel                 |
| 0                        | Keine Entzündungsgefahr unter üblichen Bedingungen. | Kohlenstoffdioxid        |
| 1                        | Entzündungsgefahr nur bei Überhitzung.              | Rapsöl                   |
| 2                        | Entzündungsgefahr bei Erwärmung.                    | Dieselkraftstoff         |
| 3                        | Entzündungsgefahr bei normalen Temperaturen.        | Benzin                   |
| 4                        | Extrem leicht entzündlich bei allen Temperaturen.   | Propan                   |

## Reaktionsgefahr
| Reaktionsgefahr (gelbes Feld) | Reaktionsgefahr (gelbes Feld) | Reaktionsgefahr (gelbes Feld) |
| ----------------------------- | --- | ----------------------------- |
| Symbol                        | Bedeutung | Beispiel                      |
| 0                             | Unter normalen Bedingungen keine Gefahr. | flüssiger Stickstoff          |
| 1                             | Wird bei Erhitzung instabil. Schutzmaßnahmen erforderlich.                                                                                    | Phosphor                      |
| 2                             | Heftige chemische Reaktion möglich. Verstärkte Schutzmaßnahmen. Löschangriff nur aus sicherem Abstand.                                        | Calcium                       |
| 3                             | Explosionsgefahr bei Hitzeeinwirkung oder starker Erschütterung durch Schlag. Sicherheitszone bilden. Löschangriffe nur aus sicherer Deckung. | Fluor                         |
| 4                             | Große Explosionsgefahr! Sicherheitszone bilden. Bei Brand gefährdetes Gebiet sofort räumen.                                                   | Trinitrotoluol (TNT)          |

## Besondere Anweisungen
Durch die NFPA sind neben einem leeren Feld nur die Symbole „W“, „OX“ und „SA“ vorgesehen, da die anderen Gefahren bereits bei der Einstufung in die entsprechenden Felder berücksichtigt werden. In der Praxis sind jedoch noch weitere Symbole in Verwendung:
| Besondere Anweisungen (weißes Feld) | Besondere Anweisungen (weißes Feld)                            | Besondere Anweisungen (weißes Feld) | Besondere Anweisungen (weißes Feld) |
| Symbol                              | Bedeutung                                                      | EU-Analogon                         | Beispiel                            |
| ----------------------------------- | -------------------------------------------------------------- | ----------------------------------- | ----------------------------------- |
| (leer)                              | Wasser als Löschmittel zulässig.                               | —                                   | Ethanol                             |
| W                                   | Kein Wasser zum Löschen verwenden.                             | Klasse 4.3                          | Magnesium                           |
| OX                                  | Das Material wirkt Brandfördernd (oxidierend).                 | Klasse 5.1                          | Ammoniumnitrat                      |
| SA                                  | Erstickende Gase.                                              | Klasse 2.2                          | Helium                              |
| ACID                                | Das Material ist eine Säure.                                   | Klasse 8                            | Salzsäure                           |
| ALK                                 | Das Material ist eine Alkalie.                                 | Klasse 8                            | Kalium                              |
| COR                                 | Das Material wirkt ätzend.                                     | Klasse 8                            | Schwefelsäure                       |
| BIO                                 | Das Material ist biologisch gefährlich (ansteckend).           | Klasse 6.2                          | Viren                               |
|                                     | Bei Freiwerden des Stoffes Gefahr der ionisierenden Strahlung. | Klasse 7                            | Plutonium                           |